# Hydroxid vápenatý
Hydroxid vápenatý, tradičně nazývaný hašené vápno, vápenný hydrát nebo jen vápno, je anorganická sloučenina s chemickým vzorcem Ca(OH)2. Je to bezbarvá krystalická látka nebo bílý prášek. Vyrábí se z oxidu vápenatého (nazývaného pálené vápno) směšováním s vodou – tento exotermický proces se nazývá hašení vápna:
CaO + H2O → Ca(OH)2
Lze ho připravit také srážením při směšování vodného roztoku chloridu vápenatého s vodným roztokem hydroxidu sodného. Vzniká též při reakci karbidu vápenatého (CaC2) s vodou za vzniku hořlavého ethynu (C2H2):
CaC2 + 2 H2O → Ca(OH)2 + C2H2
V přírodě se vyskytuje jako nerost portlandit, který je ale poměrně vzácný, vyskytuje se ve vulkanických, plutonických a metamorfních horninách. Objevoval se též v hořících uhelných slojích. Je to jedna z mála pevných látek, jejíž rozpustnost ve vodě s rostoucí teplotou klesá.
Zahřeje-li se hydroxid vápenatý na 512 °C, parciální tlak vody v rovnováze s hydroxidem vápenatým dosáhne 101 kPa a dochází k rozkladu na oxid vápenatý a vodu.
Suspenze jemných částic hydroxidu vápenatého se nazývá vápenné mléko (při menším obsahu vody vápenná kaše). Vodný roztok se označuje jako vápenná voda. Hydroxid vápenatý je středně silná zásada, bouřlivě reaguje s kyselinami a v přítomnosti vody poškozuje mnoho kovů.
Vápenná voda se mléčně zakaluje průchodem oxidu uhličitého, protože se sráží vznikající uhličitan vápenatý, což lze zapsat rovnicí, která vysvětluje i tvrdnutí vápenné malty:
Ca(OH)2 + CO2 → ↓CaCO3 + H2O

## Použití
Díky silně zásaditým vlastnostem se hydroxid vápenatý používá v široké škále oblastí:
- jako flokulant, ve vodě, při zpracování odpadů a k ošetření kyselých půd
- jako součást malty, omítkových směsí a nátěrových hmot na stěny
- jako zásada používaná namísto hydroxidu sodného v bezlouhových narovnávačích vlasů
- spolu se sulfidem sodným se používá na chemickou depilaci (omykání) kůží při výrobě usní.
- jako vápníkový doplněk v mineralizovaných přípravcích pro děti
- jako chemické reagencium
  - v Bordeauxské směsi k neutralizaci roztoku a vytvoření dlouhodobě působícího fungicidu
  - v akváriích pro přidávání biologicky dostupného vápníku pro organismy jako jsou řasy, plži nebo koráli, též pro zvýšení pH vody
  - v kožedělném průmyslu k neutralizaci kyseliny, činění koží a flokulaci odpadních vod
  - v petrochemickém průmyslu při výrobě aditiv do olejů
  - v chemickém průmyslu při výrobě stearátu vápenatého
  - v potravinářském průmyslu při úpravě vody (pro nápoje)
  - pro separaci cukru z cukrové třtiny
  - při přípravě norského lutefisku. Sušená treska se namáčí ve směsi hašeného vápna a sody, aby vznikl měkký filet, který se pak peče nebo připravuje v páře a následně podává (přílohou je potetlefse).
  - pro čištění solanky od uhličitanů vápníku a hořčíku při výrobě soli pro potravinářství a výrobu léčiv
  - v indiánské a latinskoamerické kuchyni, kde se hydroxid vápenatý označuje jako "cal". Nixtamalizace kukuřice pomocí hydroxidu vápenatého zvyšuje její nutriční hodnotu, a takto upravená kukuřice se považuje i za chutnější a lépe stravitelnou.
  - při žvýkání betelového ořechu a listů koky; hydroxid vápenatý se obvykle přidává, aby udržel alkaloidová stimulancia chemicky dostupná pro absorpci v tenkém střevě.
  - podobně Indiáni tradičně žvýkali tabák společně s hydroxidem vápenatým vyrobeným z pálených skořápek, aby zesílili účinek.
- jako plnivo
  - v petrochemickém průmyslu při výrobě tuhých olejů
  - při výrobě brzdových destiček
  - při výrobě ebonitu
  - pro přípravu suchých směsí pro malování a dekoraci
  - pro výrobu protihoubových a protimikrobiálních konzervantů zeleniny
- ve stomatologii pro pasty s baktericidním účinkem používané při čištění kořenových kanálků. Hydroxid vápenatý je silně baktericidní a současně stimuluje regeneraci kostí.[4]
- byl navržen k přidávání ve velkých množstvích do mořské vody, aby se snížilo množství oxidu uhličitého v atmosféře a tedy i skleníkový efekt.[5]
- při výrobě kovů se vápno vstřikuje do proudu odpadních plynů, aby se zneutralizovaly kyseliny (např. fluorovodíková a chlorovodíková), než se plyn uvolní do atmosféry.

## Zdravotní rizika
Expozice hydroxidu vápenatému přináší rizika pro lidské zdraví:
- vdechování: podráždění dýchacího traktu, kašel, dýchací potíže, chemická bronchitida
- požití: vnitřní krvácení, poškození jícnu až s možnou perforací, silné bolesti, zvracení, průjem, kolaps
- oči: vážné podráždění, bolest, ulcerace, oslepnutí
- kůže: poleptání, vznik puchýřů

Při chronické expozici dermatitida nebo vážné podráždění kůže.